# إبراهيم بن حرب العسكري
أبو إسحاق ، إبراهيم بن حرب العسكري السمسار ، والعسكري : نسبة إلى مدينة عسكر مكرم : قريبة من البصرة. من رواة الحديث وهو ثقة.

## روايته للحديث النبوي
- حدث عن : القعنبي ، وعارم ، وإبراهيم بن حميد الطويل ، وأبي الوليد الطيالسي ، ومسدد ، وعلي بن عثمان اللاحقي ، وسهل بن عثمان ، وأبي معمر المقعد ، وحجاج بن منهال ، ويعقوب بن كاسب ، وعبيد الله بن عائشة ، وعلي بن بحر القطان ، وعدة .
- حدث عنه : أبو الحسين أحمد بن سهل بن عمر بن سهل بن بحر العسكري ، شيخ الحافظ أبي نعيم ، وذكر ابن سهل أنه قدم عليهم البصرة في سنة اثنتين وثمانين ومائتين.[1]

## مؤلفاته
مؤلف «مسند أبي هريرة» .